# Bubbling Under Hot 100
《告示牌》榜外單曲榜（英語：Bubbling Under Hot 100 Singles），是《告示牌》在美國出版的一份音樂榜單。榜單於1959年6月1日建立，根據歌曲銷量及電台播放對未進入主榜单《告示牌》百强单曲榜的單曲進行排位。起初榜單僅收錄15首歌曲，但在1960年代擴展至36首。1974年至1985年期間，榜單又縮小至10首歌曲。但自1992年開始再次擴展至25首歌曲。